# Nierozwiązane problemy w matematyce
Nierozwiązane problemy w matematyce często mają charakter hipotez, które są najprawdopodobniej prawdziwe, ale wymagają dowodów.
Trzy największe matematyczne problemy starożytności zostały rozstrzygnięte przez dziewiętnastowiecznych matematyków, którzy udowodnili, że linijka i cyrkiel nie są wystarczające do przeprowadzenia dokładnego:
- podziału kąta na trzy równe części (trysekcja kąta),
- konstrukcji boku sześcianu o dwa razy większej objętości (podwojenie sześcianu),
- konstrukcji kwadratu o powierzchni takiej, jak dane koło (kwadratura koła).

W świecie naukowym popularne są listy otwartych kwestii organizowane przez znanych naukowców i organizacje. W szczególności istnieją listy otwartych problemów matematycznych, np.:
- problemy Hilberta
- problemy Landaua(inne języki)
- problemy milenijne
- problemy Smale'a.

Z biegiem czasu wiele problemów umieszczonych na tych listach udaje się rozwiązać i przestają one być problemami otwartymi – z hipotez zmieniają się w twierdzenia. W szczególności większość (z 23) problemów postawionych przez Hilberta w roku 1900 została już rozwiązana.
Bardziej szczegółowe są zestawienia otwartych problemów tworzone przez matematyków w określonych specjalnościach. Do najbardziej znanych należą:
- zeszyt Kourowski (Коуровская тетрадь. Нерешенные вопросы теории групп) – zawiera kilkaset nierozwiązanych problemów z teorii grup[1]
- zeszyt Dniestrowski (Днестровская тетрадь. Нерешенные проблемы теории колец и модулей) – zawiera kilkaset nierozwiązanych problemów z teorii pierścieni i modułów[2],
- Księga Szkocka – zbiór problemów postawionych przez matematyków lwowskich.

## Algebra
- Odwrotna hipoteza teorii Galois. „Dla dowolnej skończonej grupy {\displaystyle H} istnieją ciała {\displaystyle \mathbf {F} } i {\displaystyle \mathbf {G} ,} takie, że {\displaystyle \mathbf {G} } zawiera {\displaystyle \mathbf {F} } i {\displaystyle \mathrm {Gal} (\mathbf {G} /\mathbf {F} )} jest izomorficzne z {\displaystyle H}”.

## Analiza matematyczna
- Problem wymierności stałej Eulera-Mascheroniego. Stała matematyczna określona wzorem:

{\displaystyle \gamma =\lim _{n\to \infty }\left(1+{\frac {1}{2}}+{\frac {1}{3}}+\ldots +{\frac {1}{n}}-\ln(n)\right)=\lim _{n\to \infty }\left(\sum _{k=1}^{n}{\frac {1}{k}}-\ln(n)\right).}
Wartość stałej wynosi około 0,57721 56649. Występuje we wielu wzorach (na przykład: w transformacjach Laplace’a logarytmu naturalnego). Jeśli jest liczbą wymierną to jej mianownik musi mieć ponad 10242080 cyfr.
- Hipoteza Riemanna: Wszystkie tzw. nietrywialne zera (nierzeczywiste) funkcji dzeta mają część rzeczywistą równą {\displaystyle {\frac {1}{2}},} tj. {\displaystyle \Re (s)={\frac {1}{2}}}[3].

## Analiza numeryczna
- Określenie granicznego poziomu błędu aproksymacji rzędu {\displaystyle n} algorytmem Rungego-Kutty Rząd 1: Metoda Eulera = {\displaystyle \mathbf {O} (h),} rząd 2: modyfikowana metoda Eulera (zwana metodą Heuna) = {\displaystyle \mathbf {O} (h^{2}),} rząd 4: klasyczna metoda Rungego-Kutty = {\displaystyle \mathbf {O} (h^{4}),} rząd 5: algorytm Rungego-Kutty-Felberga = także {\displaystyle \mathbf {O} (h^{4})}[4].

## Geometria
- (rozwinięcie zadanie Erdősa) Czy można umieścić 8 punktów na płaszczyźnie, tak aby żadne 3 z nich nie leżały na jednej linii, żadne 4 nie leżały na jednym okręgu, a odległość między dwoma dowolnymi punktami była liczbą całkowitą? Paul Erdős postawił problem dla 5 punktów i został on błyskawicznie rozwiązany. Szybko znaleziono też rozwiązanie dla 6 punktów. Rozwiązanie dla 7 punktów zostało znalezione w 2007 roku[5][6].
- (problem przesunięcia sofy) Problem dotyczy znalezienia kształtu sofy o jak największym polu A, tak aby można było ją przesunąć w korytarzu o kształcie litery L szerokości 1[7]. Otrzymane pole „A” jest określane jako „stała sofy”. Dokładna wartość stałej A nie jest znana. Matematyk Joseph L. Gerver znalazł sofę dającą obecnie najwyższą znaną wartość: 2,219531669...[8] John Hammersley dowiódł, że stała sofy może wynieść najwyżej {\displaystyle 2{\sqrt {2}}\,\approx \,2{,}8284}[9][10].

## Kombinatoryka
- Istnienie macierzy Hadamarda rzędu {\displaystyle 4\times k.} Macierz Hadamarda jest macierzą kwadratową zawierającą tylko +1 i −1. Sylvester[11] podał sposób budowy macierzy Hadamarda rzędu {\displaystyle 2^{n}.} Najmniejszą nieznaną macierzą Hadamarda rzędu {\displaystyle 4\times k} jest rząd 668[12].

## Równanie różniczkowe|Równania różniczkowe
- Nieznane jest dokładne rozwiązanie równania (oscylatora) van der Pola[13]:

{\displaystyle {\ddot {x}}-\lambda (1-x^{2}){\dot {x}}+\omega ^{2}x=0.}

## Teoria dowodu
- Jakie jest najkrótsze niedowodliwe zdanie w arytmetyce Peana? Niedowodliwe zdanie to takie, którego nie da się udowodnić lub obalić w ramach teorii. Dowody twierdzeń Gödla pokazują, jak budować takie zdania, ale wyniki mają bardzo znaczne rozmiary, ponieważ są napisane w języku formalnym arytmetyki[14].

## Teoria grafów
- Hipoteza Hadwigera: Każdy k-chromatyczny graf można skurczyć do grafu pełnego o {\displaystyle k} wierzchołkach[15].

## Teoria mnogości
- Niesprzeczność teorii ZF. Obecnie powszechnie przyjmowany jest system aksjomatów ZF z aksjomatem wyboru. Kwestia niesprzeczności tej teorii (a tym bardziej istnienia modelu dla niej) pozostaje nierozstrzygnięta[16][17].

## Teoria liczb

### Analityczna teoria liczb
- Problem dzielników Dirichleta: Wiadomo, że liczba punktów posiadających całkowite dodatnie współrzędne w obszarze ograniczonym przez hiperbolę {\displaystyle xy=N} i dodatnimi półosiami może być przedstawiona asymptotycznym wzorem:
  - {\displaystyle \Phi (N)=\sum _{k=1}^{N}\tau (k)=N\ln N+(2\gamma -1)N+O(N^{\theta }),}

gdzie {\displaystyle \tau (k)} – ilość dzielników liczby {\displaystyle k,} {\displaystyle \gamma } – stała Eulera.
Nie wiadomo jednakże przy jakiej najmniejszej wartości {\displaystyle \theta } wzór ten pozostanie prawidłowym.
Dolną granicą {\displaystyle \theta } jest {\displaystyle {\frac {1}{4}}} (G.H. Hardy, 1916). Górną granicą jest {\displaystyle {\frac {131}{416}}} (M.N. Huxley, 2003).

### Hipotezy o liczbach doskonałych
- Nie istnieje nieparzysta liczba doskonała[21]. Liczby naturalne, w których suma wszystkich swych dzielników właściwych jest równa samej liczbie. Parzyste to na przykład: 6 = 3 + 2 + 1 i (3, 2, 1) są dzielnikami właściwymi 6 oraz 28 = 14 + 7 + 4 + 2 + 1 i (14, 7 4 2 1) są dzielnikami właściwymi 28.

- Istnieje nieskończenie wiele liczb doskonałych[22]. W praktyce sprowadza się do znajdywania liczb Mersenne’a.

### Hipotezy dotycząceliczb pierwszych
- Hipoteza Artina: Dla każdej liczby całkowitej {\displaystyle a} (różnej od {\displaystyle -1} oraz niebędącej kwadratem innej liczby), istnieje nieskończenie wiele liczb pierwszych, które mają {\displaystyle a} jako pierwiastek pierwotny[23].
- Hipoteza Brocarda: Dla każdej liczby całkowitej dodatniej {\displaystyle n} pomiędzy {\displaystyle p_{n}^{2}} i {\displaystyle p_{n+1}^{2}} (gdzie {\displaystyle p_{n}} – {\displaystyle n}-ta liczba pierwsza) istnieją co najmniej cztery liczby pierwsze[24].
- Hipoteza Gilbreatha: Dla każdej dodatniej liczby całkowitej {\displaystyle n} ciąg bezwzględnych różnic między liczbami pierwszymi rzędu {\displaystyle n} zaczyna się od 1. Hipoteza jest sprawdzona (2011) dla wszystkich {\displaystyle n<3\times 10^{11}}[25][26].
- Silna hipoteza Goldbacha: Każda liczba parzysta większa niż 2 może być przedstawiona jako suma dwóch liczb pierwszych[27].
- Hipoteza Legendre: Dla dowolnego {\displaystyle n} pomiędzy liczbami {\displaystyle n^{2}} i {\displaystyle (n+1)^{2}} istnieje liczba pierwsza[28][29].
- Hipoteza Polignac'a: Dla każdej parzystej liczby {\displaystyle n} istnieje nieskończenie wiele par liczb pierwszych, różnica między którymi wynosi {\displaystyle n}[30].

- Otwarte są pytania o nieskończone ilości liczb pierwszych w każdej z następujących sekwencji[31][32]:

| Sekwencja                       | Nazwa                              | Uwagi |
| ------------------------------- | ---------------------------------- | --- |
| {\displaystyle 2^{n}-1}         | liczby Mersenne’a                  | Największa (51) znana (od 2018 roku) to 282589933 – 1. Posiada 24 862 048 cyfr. Jest to największa aktualnie znana liczba pierwsza. |
| {\displaystyle n^{2}+1}         | czwarty problem Landau             | |
| {\displaystyle n\cdot 2^{n}+1}  | liczby Cullena                     | W kwietniu 2005 Mark Rodenkirch odkrył największą znaną liczbę pierwszą Cullena dla n = 1 354 828. |
| {\displaystyle 2^{2^{n}}+1}     | liczby Fermata                     | Największa obecnie znana liczba pierwsza Fermata to F4 = 216 + 1 = 65 537. |
| {\displaystyle F_{n}}           | liczby pierwsze ciągu Fibonacciego | David Broadhurst i Bouk de Water w 2001 roku udowodnili, że największą obecnie znaną liczbą pierwszą ciągu Fibonacciego jest liczba F(81 839). Zawiera ona 17 103 cyfr. Aktualnie (od listopada 2011), przypuszcza się (Henri Lifchitz), że największą liczbą pierwszą ciągu Fibonacciego może być F(1 968 721). |
| pary {\displaystyle (n,\;n+2)}  | liczby pierwsze bliźniacze         | Największa znana (od 2009 roku) pierwsza z pary liczb bliźniaczych to 65 516 468 355 × 2 333 + 1. Liczba ta zawiera 100 355 cyfr. |
| pary {\displaystyle (n,\;2n+1)} | liczby pierwsze Sophie Germain     | Aktualnie (od marca 2010) największą znaną liczbą pierwszą Sophie Germain jest 183 027 × 2265 440 - 1. Liczba ta zawiera 79 911 cyfr. |

### Hipotezy dotycząceliczb zaprzyjaźnionych
- Nie istnieją dwie liczby zaprzyjaźnione względnie pierwsze[36]. Liczby zaprzyjaźnione to takie pary liczb naturalnych, w których suma wszystkich dzielników właściwych każdej z liczb pary jest równa drugiej liczbie pary. Przykładem liczb zaprzyjaźnionych posiadających wspólne podzielniki jest para (220, 284): 220 =142 + 71 + 4 + 2 + 1 (dzielniki właściwe 284) i 284 = 110 + 55 + 44 + 22 + 20 + 11 + 11 + 10 + 5 + 4 + 2 + 1 (dzielniki właściwe 220).
- Dowolna para liczb zaprzyjaźnionych ma tę samą parzystość[36]. Przykładem pary nieparzystych liczb zaprzyjaźnionych jest (12285, 14595).

### Równanie diofantyczne
- Hipoteza Erdősa-Strausa. Dla dowolnej liczby całkowitej dodatniej {\displaystyle n>4} istnieją liczby całkowite dodatnie {\displaystyle a,b} oraz {\displaystyle c} takie, że[37]:
{\displaystyle {\frac {4}{n}}={\frac {1}{a}}+{\frac {1}{b}}+{\frac {1}{c}}.}
Przykładowo dla {\displaystyle n=9} rozwiązaniem jest (ułamki egipskie) (4, 6, 36):
{\displaystyle {\frac {4}{9}}={\frac {1}{4}}+{\frac {1}{6}}+{\frac {1}{36}}.}

### Inne problemy
- Rozstrzygnięcie problemu Collatza (problem 3x+1, problem Ulama). Problem o wyjątkowo prostym sformułowaniu:

{\displaystyle c_{n+1}={\begin{cases}{\frac {1}{2}}c_{n}&{\mbox{gdy }}c_{n}{\mbox{ jest parzysta}}\\3c_{n}+1&{\mbox{gdy }}c_{n}{\mbox{ jest nieparzysta}}\end{cases}}}
Hipoteza Collatza stwierdza, że „niezależnie od jakiej liczby {\displaystyle c_{0}} wystartujemy, w końcu dojdziemy do liczby 1”. (Przykład: {\displaystyle c_{0}=3.} I dalej 10, 5, 16, 8, 4, 2, 1.) Wykazano prawdziwość hipotezy Collatza dla liczb {\displaystyle c_{0}} aż do {\displaystyle 2^{58}}.
- Istnienie doskonałej cegiełki Eulera: Prostopadłościan, w którym wszystkie boki, przekątne ścian oraz przekątna prostopadłościanu są wyrażone liczbami całkowitymi[39].
- Wartości liczb Ramseya: {\displaystyle R(r,\;s)} jest to najmniejsza liczba {\displaystyle n,} taka że dla dowolnego 2-pokolorowania krawędziowego {\displaystyle n}-wierzchołkowego grafu pełnego istnieje co najmniej jedna klika rozmiaru {\displaystyle r,} w której wszystkie krawędzie mają pierwszy kolor lub co najmniej jedna klika rozmiaru {\displaystyle s} drugiego koloru. Obecnie (2009-08-04) znane są wartości liczb Ramseya tylko dla {\displaystyle R(3,\;3...9)} oraz {\displaystyle R(4,\;4...5)}[40][41].

## Problemy rozwiązane niedawno
| - Hipoteza (twierdzenie) Poincarégo: - „Każda trójwymiarowa zwarta i jednospójna rozmaitość topologiczna bez brzegu jest homeomorficzna ze sferą trójwymiarową”. - (Grigorij Perelman, 2002); | - Henri Poincaré - Grigorij Perelman              |
| - Postulat (twierdzenie) Keplera: - „Trójwymiarowe kule w trójwymiarowej przestrzeni najciaśniej da się umieścić, gdy ich środki tworzą na płaszczyznach przekroju sześciokąty”. - (Thomas Hales, 1998); | - Johannes Kepler w 1610 r.                       |
| - Twierdzenie o czterech barwach: - „Dla każdego skończonego grafu planarnego {\displaystyle (V,E)} istnieje funkcja {\displaystyle k:\,V\to \{k_{1},k_{2},k_{3},k_{4}\},} taka że {\displaystyle \forall _{\{v_{1},v_{2}\}\in E}(k(v_{1})\neq k(v_{2})),} czyli możliwe jest przypisanie każdemu z jego wierzchołków jednej z czterech liczb 1, 2, 3 i 4 w taki sposób, aby żadne sąsiednie wierzchołki nie miały przyporządkowanej tej samej liczby”. W praktyce twierdzenie to określa, że każdą mapę „polityczną” można pokolorować, wykorzystując 4 kolory. - (Appel i Haken, 1977); | - Przykładowe pokolorowanie mapy czterema barwami |
| - Wielkie twierdzenie Fermata: - „Dla liczby naturalnej {\displaystyle n>2,} nie istnieją takie liczby naturalne {\displaystyle x,y,z,} które spełniałyby równanie {\displaystyle x^{n}+y^{n}=z^{n}}”. - (Andrew Wiles i Richard Taylor, 1995); | - Pierre de Fermat - Andrew Wiles                 |
| - Liczba niezamkniętych tras skoczka szachowego. - Problem został rozwiązany 10 maja 2014 przez Alexa Chernova. Liczba otwartych tras dla szachownicy 8x8: 19 591 828 170 979 904. |                                                   |